# Arethusa (planetka)
(95) Arethusa je planetka nacházející se v hlavním pásu asteroidů. Její průměr činí asi 136 km. Byla objevena 23. listopadu 1867 německým astronomem Robertem Lutherem.